# Magnolia (漫画)
『Magnolia』（マグノリア）は、naked apeによる日本の漫画。『ARIA』（講談社）にて2010年7月から2013年11月まで連載された。男でも女でもない体を持つ主人公が恋をする相手によって性別が変わることを知り、多数の男女の間で揺れ動くラブファンタジー。単行本は全7巻。ドラマCDも出ている。2012年8月18日にBS-TBSサマーパーティー次元夏祭にて新ボイスライブ劇が行われた。

## あらすじ
アネスタチア王国第一王子であるアヤト・ゴドウィンは、男でも女でもない体を持っていた。ある日アヤトは、父親のアルベルト13世から、未分化の体は男に恋をすると女になり、女に恋をすると男になるということを告げられる。アヤトは男になることを望み、女に恋をしようと考えるが、そんななか、学園で出会った美青年のユーゴ・ヴォルフに無理やりキスされてしまう。
ユーゴとのことが忘れらないアヤトに、アルベルト13世は、1か月以内に結婚したいと思える相手を連れて来なければ、無理矢理にでも婚約者の選定をすることを告げる。政略結婚に反発するアヤトは、結婚したいと思える相手を探すが、同時期にアヤトの体に変化が訪れ、男女を惹きつけるマグノリアの香りを放つようになる。
ユーゴだけでなく、弟であるスイ・ゴドウィン、護衛のナギ・オリヴィエなど、身近な男女を無差別に魅了していくアヤトは、マグノリアを巡る恋の争いに巻き込まれていく。

## 登場人物
声はドラマCD / 朗読劇の声優。

### 主人公
アヤト・ゴドウィン
声 - 沢城みゆき / 高坂篤志
本作の主人公。アネスタチア王国第一皇太子で、アネスタチア学園高等部に通っている。男でも女でもない体を持つという特殊な体質（本人曰く「チ★コがついていない」）がコンプレックスであり、伊達メガネとゆるい制服で美しい素顔と体格を隠している。そのせいか当初は「アネスタチアの野獣」と呼ばれ陰口を言われていた。16歳になると体が徐々に変化し、恋をした相手の性別に応じて自分の性別が変わる。その上より良い個体を多くの男女の中から選ぶためにマグノリアの甘い香りを放ち、男女を問わず見るものに美しいと感じさせてしまう無差別な誘引力を持つ。当初はリリに想いを寄せており男になりたいと思っていたが、次第にユーゴに惹かれていく。

### アヤトを巡る男女達
ユーゴ・ヴォルフ
声 - 細谷佳正 / 阿部太樹
アネスタチア王国国防省将軍の息子。アネスタチア学園高等部への転入生で、初めて学校に来た日にアヤトと出会う。アヤトの自宅であるアネスタチア王国王城で開かれたパーティーで、無理矢理アヤトの唇を奪った。誰に対しても強引で乱暴な振る舞いをすることが多いが、アヤトには体調を気遣うなど、さりげない優しさを見せることもある。実はアルベルト13世のせいで母親を亡くしており、アヤトに近づいたのはアルベルト13世へのささやかな復讐だった。
スイ・ゴドウィン
声 - 梶裕貴 / 逢坂良太
アネスタチア王国第二王子で、アヤトの弟。兄と同い年で、アネスタチア学園では兄やリリとクラスメイトである。甘いフェイスとは裏腹に、男らしくがっしりとした体格をしており、兄に嫉妬されている。兄には何かと世話を焼き、ひ弱な兄を常に心配して周囲に目を光らせている。兄以外の者に対しては、冷酷な表情を浮かべることもある。実は庶子であり、兄と血が繋がっていない。ロベールの人の良さを利用して兄に近づく人間を排除するようなる。
ナギ・オリヴィエ
声 - 櫻井孝宏 / 赤羽根健治
アヤトの専属護衛官の男性。幼い頃にアヤトの護衛役として任命されてから、ずっとアヤトと生活をともにしてきた。職務に忠実で、真面目な性格をしている。しかし、アヤトからマグノリアの香りがするようになると、アヤトに対する恋愛感情が抑えられなくなり、理性と本能の狭間で苦しむようになる。
リリ・エイミー
声 - 佐藤聡美
ゴドウィン兄弟の従姉妹（アンジェラの姪）で幼なじみ。2人と同じアネスタチア学園高等部に通っている。彼女の母は体が弱く床に伏せっているため、アルベルト13世の計らいで幼い頃からアネスタチア王国の王宮で暮らしている。類稀なる美少女だが、学生の本分は勉強であるとして恋をしたことがない。アヤトの初恋の相手だがのちにサイガに想いを寄せるようになり、アヤトの婚約者となる話を断る。
アレクサンドラ・ブラック
声 - 代永翼
ブラック姉弟の双子の姉。アネスタチア王国の隣国にあたるイデオストリア王国の外交官一族の1人。気が強く堂々とした性格。アネスタチア学園高等部に通っている。外交のために女として育てられたが、実は男。隙のない完璧な美女を演じているが、アヤトに惹かれたことをきっかけに男に戻りたいと思うようになる。
ロベール・ブラック
声 - 入野自由
ブラック姉弟の双子の弟。アネスタチア王国の隣国にあたるイデオストリア王国の外交官一族の1人。アネスタチア学園高等部に通っている。アレクサンドラと違い、気弱な性格。 スイに惚れてしまったために、ブラック家の力を使ってスイの役に立とうとする。
オリエ・クライヴ
声 - 釘宮理恵
アネスタチア学園に通うメガネをかけた女の子。アヤトがユーゴに襲われそうになった際に救い出すなど、陰ながらアヤトを護衛している。アヤトを助けて以来、友人のような関係になる。妄想癖があり、アヤトと他人との恋を妄想しては、よく鼻血を吹き出す（俗に言うオタクである）。アレクサンドラとは犬猿の仲。

### アメスタチア王家
ヴィンセント・ゴドウィン
アネスタチア王国国王であるアルベルト13世の弟。アヤトとスイの叔父。アネスタチア王国では外交官という役割を与えられているが、実質は国外追放を受けた身である。かつて、アンジェラに想いを寄せていた。ユーゴの父のギルマンと親しく、ユーゴ（およびナギ）を使って何かを企てている。
アルベルト13世
声 - 大川透
アネスタチア王国現国王。マイペースな性格。アヤトとスイの父親。男として生きると決めたアヤトには厳しくあたるが、アヤトが女の格好をすると態度が豹変し娘として溺愛する。アヤトに1か月以内に結婚相手を決めることを言い渡し、心の中ではアヤトが男として生きることを望んでいる。アンジェラを今でも想っている。弟との仲は良くない。
アンジェラ
声 - 井上喜久子
アネスタチア王国の王妃。アヤトの実母でスイの義母。物語開始時点で既に故人。かつてはアヤトと同じマグノリアを持っており、男でも女でもない体だったが、アルベルト13世に恋をしたことで女の体となった。体が弱く、アヤトにマグノリアの体質のことを教える前にこの世を去った。マグノリアのことに関する、アヤトに宛てた手紙を遺している。

### その他
ギルマン・ヴォルフ
アネスタチア王国の国防省将軍。ユーゴの父親。11年前に起きたアヤト誘拐事件の際に、救出作戦の指揮を執ってアヤトを救出。その間に、病気だった妻を亡くした過去がある。
サイガ・オルウェイ
アネスタチア王国の隣国にあたるセントガイア王国出身。アネスタチア学園に数学の新任教師としてやって来た。若いながらも数学の博士号を持つ。アネスタチア王国王宮のパーティーで出会ったリリに心奪われ、キスを交わした。のちにリリと学園で再開し彼女が生徒だったことを知り、リリのことを忘れようとする。
アーサー・オルウェイ
サイガの弟。アネスタチア王国の隣国にあたるセントガイア王国出身。心臓が弱く、体を心配した両親が生徒のサポートが充実しているアネスタチア学園に入学させた。リリに想いを寄せており、リリと親しそうな様子を見たアヤトから嫉妬の対象として冷たくあしらわれる。

## 用語
アネスタチア学園
アネスタチア王国に存在する学園。幼稚舎から大学院まで、すべて同じ敷地内にあるマンモス学校。アルベルト13世が、皇太子であるアヤトの誕生を機に建てた学校。鉄壁の警備体制を誇っている。そのため、世界各国の要人が子供をこぞって入学させたがっている。
マグノリア
白く大きな花の咲く木蓮。美しい蜜と甘い香りを持ち、男女を問わず、見るものに美しいと感じさせる、誰も抗えない誘引力を持つ。男でも女でもない体を持つアヤトは、マグノリアの甘い香りを漂わせており、性別が確立されるまでは、この香りを放ち続ける。男に恋をすれば女性になるが、その代わりに余命が幾許にもなる。
ブラック家のお茶会
ブラック姉弟が開いている各国の首脳陣の子息や令嬢しか招待しないパーティー。2人はこのお茶会を利用して情報交換や交渉を行っている。